# Леса Дороховского лесничества с комплексами гнёзд рыжих муравьёв
Леса Дороховского лесничества с комплексами гнёзд рыжих муравьёв — памятник природы регионального (областного) значения Московской области, который включает ценные в экологическом, научном и эстетическом отношении природные комплексы, а также природные объекты, нуждающиеся в особой охране для сохранения их естественного состояния:
- леса — старовозрастные широколиственно-еловые и еловые, берёзовые;
- болота — верховые, переходные и низинные;
- места произрастания и обитания редких видов растений, лишайников, грибов и животных, занесённых в Красную книгу Московской области;
- одно из крупнейших в Московской области скоплений гнёзд рыжих лесных муравьёв.

Памятник природы основан в 1987 году. Местонахождение: Московская область, Рузский городской округ, юго-западная оконечность городского поселения Тучково, к югу от СНТ «Силикатчик», в непосредственной близости; Одинцовский городской округ, городское поселение Кубинка, к северу от деревни Болтино, в непосредственной близости, и к юго-востоку от Смоленского направления Московской железной дороги, в непосредственной близости. Памятник природы состоит из трёх участков, разделённых линией электропередачи; между северными и южным участками памятника природы проходит граница Рузского и Одинцовского районов. Общая площадь памятника природы составляет 259,91 га (участок № 1 (северо-западный) — 59,79 га, участок № 2 (северо-восточный) — 66,73 га, участок № 3 (южный) — 133,39 га). Участок № 1 включает западную часть квартала 4, участок № 2 включает восточную часть квартала 4, участок № 3 включает кварталы 5 и 11 Дороховского участкового лесничества Наро-Фоминского лесничества.

## Описание
Памятник природы приурочен к моренным и водно-ледниковым равнинам западной части Москворецко-Окской равнины. Территория памятника природы расположена на возвышении кровли дочетвертичных пород, сложенной песками и песчаниками нижнего мела, подстилаемыми верхнеюрскими глинами. Четвертичные отложения представлены покровными суглинками и ледниковыми отложениями московской морены, водно-ледниковыми суглинками и песками (в древних ложбинах стока), торфяными отложениями (в болотных западинах).
Абсолютные высоты колеблются от 195 до 225 м. Территория памятника природы имеет холмисто-западинный рельеф пологоволнистых моренных равнин и слабовыпуклых моренных холмов. Понижения между холмами заняты сетью водно-ледниковых ложбин стока. Днища ложбин стока плоские и включают замкнутые котловины, где образовались болотные комплексы. Болотные комплексы широко распространены как на территории участка № 3, так и на участках № 1 и № 2 памятника природы.
Абсолютные высоты Участка № 1 памятника природы колеблются с востока на запад от 195 до 206 м. Участок № 2 памятника природы расположен на абсолютных высотах от 195 м (в западной части участка) до 225 м (в юго- восточном углу участка). Наиболее возвышенный Участок № 3 памятника природы занимает высоты от 199 до 215 м над уровнем моря.
Наиболее крупная ложбина стока (шириной 100—400 м) пересекает территории всех трёх участков памятника природы с севера на юг. В днище ложбины расположен болотный массив, площадью 12 га (в пределах участка № 3). В южной части болотного массива расположено болото низинного типа, в центральной части — серия верховых болот, чередующихся с переходными болотами. Переходные болота также распространены в северной части болотного массива. На западной окраине болотного массива находится обводнённая копань (длиной 30 м, шириной 20 м). На болотном массиве многочисленны биогенные формы нанорельефа (болотными кочками).
В днище данной ложбины стока прорыта мелиоративная канава (шириной 1,5 м и глубиной 0,5 м), являющаяся руслом ручья Силявки (или Овчинки). Долина ручья имеет заболоченное днище и слабовыраженные борта с минимальными уклонами. Высота бортов долины ручья не превышает 1 м. На участке № 2 памятника природы мелиоративная канава переходит в естественное русло Силявки. Здесь русло ручья Силявки имеет в межень ширину 0,5-2 м, глубину до 1 м. Скорость до 0,3 м/с, во время половодий русло расширяется до 5 м, в засушливые годы летом пересыхает.
Общий сток поверхности имеет северное направление, по днищу крупной ложбины стока с ручьём Силявкой (правым притоком Москвы) и далее поступает в реку Москву.
В километре к югу от южной границы участка № 3 памятника природы проходит водоразссиссдел бассейнов рек Москва и Нара.
На территории памятника природы представлены дерново-подзолистые почвы. На болотных массивах представлены как торфяные олиготрофные, так и эутрофные почвы. Перегнойно-глеевые почвы распространены на днище долины ручья Силявки.

### Флора и растительность
Основную площадь памятника природы в условиях достаточного плодородия почв и хорошего дренажа занимают старовозрастные еловые леса субнеморального типа, с дубом и липой во втором древесном ярусе и в подросте с высоким обилием видов дубравного широкотравья. Небольшими участками представлены также еловые и елово-осиновые леса с участием липы зеленчуково-волосистоосоковые с травянистыми растениями широколиственных и хвойных лесов и пятнами зелёных мхов. В кустарниковом ярусе этих лесов обычны лещина, жимолость лесная, калина обыкновенная, волчеягодник обыкновенный, или волчье лыко обыкновенное (редкий и уязвимый вид, не включённый в Красную книгу Московской области, но нуждающийся на территории области в постоянном контроле и наблюдении). В травяном покрове чередуются участки с доминированием зеленчука жёлтого, копытня европейского, осоки волосистой и папоротников: щитовников мужского и картузианского, кочедыжника женского.
Здесь обычны таёжные и лугово-лесные растения: ландыш майский, живучка ползучая, купальница европейская (редкий и уязвимый вид, не включённый в Красную книгу Московской области, но нуждающийся на территории области в постоянном контроле и наблюдении). Моховой ярус (покрытие 40 процентов) представлен видами зелёных таёжных и дубравных мхов.
На участке № 1 на повышениях рельефа встречаются в основном старовозрастные осиново-еловые леса с единичным участием дуба лещиновые папоротниково-зеленчуковые со звездчаткой жестколистной, копытнем, зеленчуком, чиной весенней, папоротниками, таёжными видами и зелёными таёжными и дубравными мхами. На старых осинах здесь изредка произрастает некера перистая — редкий вид мохообразных, занесённый в Красную книгу Московской области, а на ветвях елей лишайник — гипогимния трубчатая, занесённая в Красную книгу Московской области.
На участке № 2 широко встречаются как условно-коренные, так и производные осиново-еловые и березово-елово-осиновые жимолостно-лещиновые кислично-зеленчуковые леса с таёжными видами, дубравным широкотравьем, теневыносливыми видами (воронец колосистый, вороний глаз четырёхлистный), земляника мускусная и гнездовка настоящая (последние два вида — редкие и уязвимые виды, не включённые в Красную книгу Московской области, но нуждающиеся на территории области в постоянном контроле и наблюдении), зелёными таёжными и дубравными мхами. Одну из заключительных стадий восстановления коренных лесов после рубок представляют осиново-еловые зеленчуково-кисличные сообщества с подростом ели и большим количеством кустарников; здесь обильны лещина и жимолость лесная. Напочвенный покров представлен кислицей обыкновенной, живучкой ползучей, звездчаткой дубравной, гравилатом речным и дубравными зелёными и печёночными мхами. Часть еловых лесов памятника природы пострадала от короеда-типографа.
На участке № 3 развиты еловые лещиновые папоротниково-широкотравные и вейниково-широкотравные малонарушенные старовозрастные леса с единичными старыми соснами. Диаметр стволов ели достигает 45-50 см. Обилен подрост ели и рябины; из кустарников постоянны крушина ломкая, бересклет бородавчатый и лещина. Дубравное широкотравье представлено зеленчуком, копытнем, медуницей неясной, снытью, бором развесистым и звездчаткой жестколистной. В травяном покрове обычны осока пальчатая, ожика волосистая, кислица, папоротники и зелёные мхи. Здесь также встречаются волчеягодник обыкновенный и купальница европейская. При наличии в древесном ярусе сосны в травяном покрове появляются вейник тростниковидный, костяника, изредка — брусника, золотарник обыкновенный; на прогалинах в этих лесах обилен орляк обыкновенный, ландыш, колокольчик персиколистный (редкий и уязвимый вид, не включённый в Красную книгу Московской области, но нуждающийся на территории области в постоянном контроле и наблюдении).
На несколько менее дренированных участках с небогатыми почвами в субнеморальных еловых с осиной и берёзой лесах с единичным дубом или старыми соснами (диаметр стволов до 80 см) подлесок составляют рябина, крушина ломкая и жимолость лесная. В травяном покрове здесь также обильны копытень, ландыш, майник двулистный, кислица, осока волосистая, щитовники мужской и картузианский, голокучник Линнея, фегоптерис связывающий, звездчатка жестколистная, а в западинах и понижениях появляются черника и сфагновые мхи. В виде вкраплений встречаются осиново-еловые леса с берёзой и единичной сосной кислично-папоротниково-черничные с зелёными мхами, осокой пальчатой, звездчаткой жестколистной и ландышем.
В понижениях рельефа при повышенной влажности развиваются осиновоеловые леса с дубом и ольхой серой зеленчуково-папоротниково-хвощево- влажнотравные. Здесь хорошо развит покров из зелёных таёжных, неморальных мхов и печёночного мха — плагиохилы порелловидной, встречаются редкие виды грибов, занесённые в Красную книгу Московской области: говорушка подогнутая, или рыжая, и леоция студенистая, или скользкая.
В сырых местообитаниях в ельниках хвощево-влажнотравных к таёжным видам прибавляются скерда болотная, гравилат речной, хвощ лесной, василистник водосборолистный, звездчатка дубравная, бодяк разнолистный; по окнам и просекам произрастает пальчатокоренник Фукса (редкий и уязвимый вид, не включённый в Красную книгу Московской области, но нуждающийся на территории области в постоянном контроле и наблюдении).
В условиях избыточного увлажнения по краям болота в квартале 11 на южной окраине переходного болота развиты участки заболоченных лесов березово-еловых, елово-березовых с участием сосны чернично-зеленомошно-сфагновых и влажнотравно-хвощево-сфагновых крушиновых с кустарниковыми ивами, вербейником обыкновенным, вахтой трёхлистной, фиалкой болотной, камышом лесным, седмичником европейским, майником, местами — тростником южным, пятнами политриховых мхов. В старовозрастных заболоченных лесах отдельные экземпляры сосны и ели имеют диаметр стволов до 50—60 см.
В краевых частях переходного болота в кварталах 5 и 11 развиты также узкие полосы березняков хвощево-серовейниково-сфагновых или ельников хвощево- осоково-сфагновых с ивой пепельной, осоками вздутой, пузырчатой, сероватой, волосистоплодной, чёрной и вахтой трёхлистной. По краю болота в березовоеловом сфагновом ельнике на елях обнаружен редкий эпифитный лишайник — бриория волосовидная, на поросших мхами упавших стволах деревьев редко встречаются виды пельтигеры.
Большая часть крупного переходного болотного массива с участками верховых болот в кварталах 5 и 11 занята безлесными сабельниково-осоково- сфагновыми сообществами, которые перемежаются с сабельниково- серовейниково-сфагновыми, хвощево-сабельниково-сфагновыми и осоково- сабельниково-клюквенными сфагновыми ценозами. В центральной части развито осоково-сабельниково-клюквенное сфагновое болото с клюквой болотной, ивами ушастой и пепельной, осоками вздутой, чёрной, и волосистоплодной, полевицей собачьей. Здесь встречаются также сабельник болотный, кизляк кистецветный, кипрей болотный, пушица влагалищная, ситник нитевидный, тиселинум болотный. В моховом покрове преобладают виды болотных мхов: сфагнума, каллиергона, аулакомниум болотный.
Местами на болоте развиты группы берёзы пушистой и сосны высотой от 2—5 до 10—15 м, имеется подрост этих древесных пород и кустарниковый ярус из ивы пепельной и ушастой. Стволы и ветви деревьев густо покрыты редким лишайником — уснеей жестковолосатой, занесённой в Красную книгу Московской области. Кроме уснеи на них обильны лишайники видов эвернии и гипогимнии.
Для небольших участков низинных осоковых, осоково-тростниковых и осоково-серовейниковых болот, встречающихся в краевых частях болотного массива, характерно присутствие или доминирование вейника сероватого, камыша лесного, рогоза широколистного, осок чёрной, острой, береговой, вздутой, пузырчатой, хвоща приречного, тростника южного, а по кочкам — также осоки волосистоплодной.
На болоте имеется небольшой участок открытой водной поверхности с ряской малой, водокрасом лягушачьим и пузырчаткой обыкновенной; по его краям развиты заросли осоки пузырчатой и сабельника. По краю болота растут кустарниковые ивы, щучка дернистая, вейник сероватый и влажнотравье: частуха подорожниковая, таволга вязолистная, василистник светлый, череда трёхраздельная и ситник развесистый.
Ещё одно болото в южной части памятника природы в квартале 11 окружено ивняком осоковым с берёзой пушистой, ивой пепельной, крушиной ломкой, щитовником гребенчатым, вербейником обыкновенным и вейником сероватым. Центральная часть болота — сосново-березовая осоково-сфагновая с осокой волосистоплодной, клюквой болотной, вейником сероватым, пушицей влагалищной и осокой чёрной. На кочках растут единично черника и брусника. Диаметр стволов берёз и сосен — 20 см в среднем и до 30 см максимум. Имеется подрост сосны и реже — ели.
Небольшое березово-сосновое пушицевое болото в квартале 5 рядом с садоводческим некоммерческим товариществом «Весна» (отгорожено дренажной канавой с ситником развесистым и сфагновыми мхами) пострадало от недавнего пожара. По краю сохранились участки с ивой пепельной, тростником южным, черникой, голубикой, миртом болотным, сфагновыми и долгими — политриховыми мхами и морошкой приземистой (редкий вид, занесённый в Красную книгу Московской области). В центральной сгоревшей части болота обилен подрост берёзы пушистой и пушица влагалищная. Болото окружают с одной стороны — берёзовый заболоченный лес с участием сосны, ели и осины осоково-тростниковый с крушиной ломкой, хвощем лесным, щучкой дернистой, щитовником картузианским, вейником сероватым, вербейником обыкновенным и сфагновыми мхами, а с другой стороны — полоса березово-елового черничносфагнового леса с крушиной ломкой и орляком.

### Фауна
Животный мир памятника природы отличается хорошей сохранностью, репрезентативностью и значительным видовым богатством для соответствующих природных сообществ Московской области, благодаря разнообразию типов местообитаний, представленных здесь. Отсутствие синантропных видов, а также значительное число редких и охраняемых видов, обитающих на территории памятника природы, свидетельствуют о его экологической ценности и высокой степени сохранности.
Всего на территории памятника природы отмечено обитание 77 видов позвоночных животных, из них четырёх видов амфибий, одного вида рептилий, 54 видов птиц и 18 видов млекопитающих.
Основу фаунистического комплекса наземных позвоночных животных составляют виды, характерные для хвойных и смешанных лесов Нечернозёмного центра России. Доминируют виды, экологически связанные с древесно-кустарниковой растительностью.
Всего на территории памятника природы выделяются четыре основных зоокомплекса (зооформации), различных по видовому составу и распределению обилия по участкам — зооформацию хвойных лесов, зооформацию мелколиственных лесов; зооформацию водно-болотных местообитаний; зооформацию влажных лугов и опушек.
Абсолютно доминирующей по численности и видовому разнообразию является зооформация хвойных лесов, представленных в памятнике природы ельниками различных типов. Основу населения в этих лесах составляют: лесная куница, рыжая полёвка, обыкновенная белка, зяблик, пеночка-весничка, пеночка- теньковка, сойка, желтоголовый королёк, обыкновенный поползень, буроголовая гаичка, желна, большой пёстрый дятел; данную зооформацию населяет также рябчик. Именно в пределах данной зооформации встречаются кедровка (вид, занесённый в Красную книгу Московской области), хохлатая синица (редкий и уязвимый вид, не включённый в Красную книгу Московской области, но нуждающийся на территории области в постоянном контроле и наблюдении). Из других позвоночных отмечается серая жаба. В хвойных лесах (осветлённых ельниках и разреженных сосняках с большим количеством полян) располагается наибольшее число муравейников рыжего лесного муравья. Всего на территории памятника природы находится не менее 200 муравейников высотой от 0,5 метра и более. В лесах данного типа на участке № 3 встречается охраняемый вид бабочек — краеглазка, или буроглазка, эгерия, вид, занесённый в Красную книгу Московской области.
В мелколиственных лесах — с преобладанием берёзы и осины, — распространённых в равной степени на всех участках памятника природы, наиболее обильны следующие виды позвоночных животных: малая лесная мышь, чёрный дрозд, певчий дрозд, вяхирь, зарянка, зелёная пеночка, певчий дрозд, черноголовая славка, пеночка-весничка, пеночка-трещотка, ополовник, обыкновенная лазоревка, большая синица, мухоловка-пеструшка; отмечается также обыкновенная кукушка. Именно в пределах данной зооформации встречается ряд редких и охраняемых видов птиц белоспинный и зелёный дятлы (виды, занесённые в Красную книгу Московской области), а также тетерев (редкий и уязвимый вид, не включённый в Красную книгу Московской области, но нуждающийся на территории области в постоянном контроле и наблюдении).
По всем типам лесов встречаются дрозды — рябинник и белобровик. Низинные и переходные болота со вкраплением верховых болот, заболоченные участки леса, канавы и копани, наибольшее развитие получили на участке № 3. Эти биотопы служат местом обитания для видов водно-болотной зооформации, типичными представителями которой в памятнике природы являются: американская норка, водяная полёвка, речной бобр, бекас, болотная камышевка, речной сверчок, камышовая овсянка, лесной и луговой коньки (последний является редким и уязвимым видом, не включённым в Красную книгу Московской области, но нуждающимся на территории области в постоянном контроле и наблюдении), прудовая, остромордая и травяная лягушки. Здесь также встречается обыкновенная кутора (редкий и уязвимый вид, не включённый в Красную книгу Московской области, но нуждающийся на территории области в постоянном контроле и наблюдении). По краям болот на Участке № 3 памятника природы встречается редкий вид бабочек — толстоголовка морфей (вид, занесённый в Красную книгу Московской области).
По олуговелым краям болота на участке № 3, а также лесным опушкам всех участков памятника природы обычны следующие виды: обыкновенный крот, пашенная полёвка, чёрный хорь, чибис, коростель, канюк, пустельга (редкий и уязвимый вид, не включённый в Красную книгу Московской области, но нуждающийся на территории области в постоянном контроле и наблюдении), белая трясогузка, чёрный стриж, деревенская ласточка, луговой чекан, обыкновенная овсянка, серая славка, коноплянка, щегол, сорока, галка, живородящая ящерица. Здесь же отмечаются два вида бабочек, занесённых в Красную книгу Московской области — многоцветница чёрно-жёлтая, или чернорыжая и кархародус пушистый.
На всей территории памятника природы встречаются: обыкновенный ёж, заяц-беляк, лисица, горностай, ласка, лось, кабан, тетеревятник, перепелятник, ворон.

## Объекты особой охраны памятника природы
Охраняемые экосистемы: еловые субнеморальные с осиной, берёзой и дубом, местами с липой и сосной лещиновые зеленчуковые и папоротниковоширокотравные леса с участками вейниково-широкотравных и кислично- папоротниково-черничных; еловые хвощево-осоково-сфагновые с участками чернично-зеленомошно-сфагновых и берёзовые хвощево-серовейниково- сфагновые заболоченные леса; низинные вейниково-тростниково-осоковые ивняковые с берёзой, переходные сосново-берёзовые осоково-клюквенные с участками хвощево-сабельниковых и осоково-вахтовых сфагновых и верховые пушицево-сфагновые и кустарничково-пушицево-сфагновые с морошкой болота.
Места произрастания и обитания охраняемых в Московской области, а также иных редких и уязвимых видов растений и животных, зафиксированных на территории памятника природы, перечисленных ниже, а также тетерева.
Охраняемые в Московской области, а также иные редкие и уязвимые виды растений:
- виды, занесённые в Красную книгу Московской области: ветреница дубравная, морошка приземистая, некера перистая;
- виды, являющиеся редкими и уязвимыми таксонами, не включёнными в Красную книгу Московской области, но нуждающиеся на территории области в постоянном контроле и наблюдении: можжевельник обыкновенный (древовидные экземпляры), пальчатокоренник Фукса, купальница европейская, земляника мускусная, гнездовка настоящая, волчеягодник обыкновенный, или волчье лыко, колокольчик персиколистный.

Охраняемые в Московской области, а также иные редкие и уязвимые виды лишайников:
- виды лишайников, занесённые в Красную книгу Московской области: уснея жестковолосатая, гипогимния трубчатая;
- иные редкие виды: бриория волосовидная.

Охраняемые в Московской области виды грибов, занесённые в Красную книгу Московской области: говорушка подогнутая, или рыжая, леоция студенистая, или скользкая.
Охраняемые в Московской области, а также иные редкие и уязвимые виды животных:
- виды, занесённые в Красную книгу Московской области: зелёный дятел, белоспинный дятел, кедровка, многоцветница чёрно-жёлтая, или черно-рыжая, краеглазка, или буроглазка, эгерия, кархародус пушистый, толстоголовка морфей;
- виды, являющиеся редкими и уязвимыми таксонами, не включёнными в Красную книгу Московской области, но нуждающиеся на территории области в постоянном контроле и наблюдении: обыкновенная кутора, пустельга, луговой конёк, хохлатая синица, рыжий лесной муравей.